# Aeropuerto de Dawson Creek
El Aeropuerto de Dawson Creek (del inglés: Dawson Creek Airport) (IATA: YDQ, OACI: CYDQ) está ubicado a 2 MN (3.7 km; 2.3 mi) al sureste de Dawson Creek, Columbia Británica, Canadá.

## Aerolíneas y destinos
- Central Mountain Air
  - Fort Nelson / Aeropuerto de Fort Nelson
  - Fort St. John / Aeropuerto de Fort Saint John
  - Vancouver / Aeropuerto Internacional de Vancouver